# Luján de Cuyo (ciudad)
Luján de Cuyo, o simplemente Luján, es una ciudad de la provincia de Mendoza, Argentina. Es la cabecera del departamento homónimo, el cual forma parte del llamado Gran Mendoza. Fue declarada ciudad en 1949 y renombrada Luján de Cuyo en 1964.
Su calle principal se llama Avenida San Martín, que nace en el sur del departamento, en la intersección con la calle Lamadrid donde se encuentra su club departamental «Luján Sport Club». Al norte de dicha avenida, conecta ya en el departamento Godoy Cruz, con el Carril Cervantes. Hacia el sur, recorre los distritos de Carrodilla, Mayor Drummond, y Luján de Cuyo (Distrito cabecera del Departamento). Desde el puente sobre el Río Mendoza, al sur del distrito cabecera, cambia su denominación como Ruta Provincial 15, hasta su empalme con el tramo nuevo con la Ruta Nacional 40 Sur, pasando por los distritos de Perdriel, Agrelo, y Ugarteche.
Es un departamento que posee un gran atractivo turístico, por sus viñedos, sus bodegas de renombre mundial, fincas, y sitios históricos. En el distrito de Potrerillos, al oeste, se encuentra el Dique Potrerillos (compartido con el Departamento de Las Heras) dotado de gran belleza. En la localidad de nombre homónimo, a su interior, existen varias villas de montaña (Las Chacritas, El Carmelo, Las Carditas, El Salto, Manantiales, Villa de San Jorge, Las Vegas, Piedras Blancas, Vallecitos y Los Zorzales) muy pintorescas, con casas de fin de semana, lugares de acampada, sitios para practicar senderismo y escalada en roca, todas ubicadas en las cercanías del Cordón del Plata. En la localidad de Vallecitos, en una de las quebradas del cordón antes mencionado, existe la pista de esquí más antigua de la provincia de Mendoza y una serie de refugios de montaña. Desde esa localidad, se accede a los cerros más importantes del Cordón del Plata, tal como El Plata, Mausy, Rincón, Vallecitos, Lomas Amarillas, Franke, San Bernardo, Lomas Blancas y otros. De manera permanente, los habitantes de dicha localidad, en todo el año, no superan las doce personas, constituido básicamente por refugieros.

## Historia
Fue creada la villa de Luján en 1855 por decreto de Pedro Pascual Segura. Simultáneamente, quedaba creado el departamento homónimo, del cual es cabecera. Luján fue declarada ciudad en 1949 y renombrada Luján de Cuyo (junto al departamento) en 1964.

## Población
Cuenta con 119.888 habitantes. Es la sexta ciudad más poblada del área metropolitana del Gran Mendoza.

## Sismicidad
La sismicidad del área de Cuyo (centro oeste de Argentina) es frecuente y de intensidad muy alta, con un silencio sísmico de terremotos medios a graves cada 20 años.
- Sismo de 1861: aunque dicha actividad geológica catastrófica ocurre desde épocas prehistóricas, el terremoto del 20 de marzo de 1861 (164 años), con 12 000 muertes,[4] señaló un hito importante dentro de la historia de eventos sísmicos argentinos ya que fue el más fuerte registrado y documentado en el país. A partir del mismo los sucesivos gobiernos mendocinos y municipales han ido extremando cuidados y restringiendo los códigos de construcción.[3] Con el terremoto de San Juan del 15 de enero de 1944 (81 años) los gobiernos tomaron estado de la enorme gravedad crónica de sismos de la región.
- Sismo de 1920: de 6,8 de intensidad, destruyó parte de sus edificaciones y abrió numerosas grietas en la zona. Hubo 250 muertes por destrucción de casas de adobe[4][3]
- Sismo del sur de Mendoza de 1929: muy grave, y al no haber desarrollado ninguna medida preventiva, a pesar de haber transcurrido solo nueve años del anterior, mató a 30 habitantes por la caída de casas de adobe[3]
- Sismo de 1985: fue otro episodio grave,[5] de 9 s de duración, derrumbando el viejo Hospital del Carmen de Godoy Cruz.

- Sismo de 2006: tuvo lugar el 5 de agosto de 2006 a las 11.03 (UTC-3), y tuvo una magnitud de 5,7 en la Escala Richter. El epicentro fue localizado en 33°13′48″S 68°56′24″O, Ugarteche, Luján de Cuyo, a 35 km al sudsudoeste de la Ciudad de Mendoza y su hipocentro a una profundidad de 33 km.[6]

## Deportes
- Peumayen Rugby Club
- Luján Sport Club
- Handball Luján de Cuyo
- Básquet Lujan de Cuyo

## Cultura
Celebración de los Carnavales de Ugarteche, se festeja en la Ruta Provincial N°15.
En Luján se realizan diversos festivales culturales, entre los más importantes está el Festival Pura de música folclórica y otras expresiones artísticas.

### Cine Teatro
- Cine Teatro Antonio Lafalla.

## Parroquias de la Iglesia Católica
| Arquidiócesis | Mendoza                                   |
| ------------- | ----------------------------------------- |
| Basílica      | Santuario Nuestra Señora de Luján de Cuyo |